# Simon Bræmer
Simon Bræmer (Copenaghen, 19 marzo 1984) è un calciatore danese, attaccante del Skovshoved.

## Carriera

### Club
Bræmer cominciò la carriera con la maglia dell'Aalborg. Passò poi in prestito allo Hjørring, prima di tornare all'Aalborg. Fu ceduto in seguito al Silkeborg, sempre con la formula del prestito: esordì con questa maglia il 24 luglio 2004, subentrando a Peter Degn nel pareggio per 2-2 contro il Copenaghen. Il 28 novembre realizzò la prima rete nella massima divisione danese, nella vittoria per 1-3 contro l'Aarhus.
Tornò poi all'Aalborg, per venire ceduto ancora in prestito due anni e mezzo più tardi: stavolta passò ai norvegesi del Moss. Il 2 settembre 2007 debuttò nella 1. divisjon, schierato titolare nella vittoria per 2-1 sul Sogndal. Il 9 settembre arrivarono le prime reti, con una doppietta nel successo per 3-1 sul Notodden. A fine stagione, rientrò all'Aalborg.
Nel 2009, fu ceduto a titolo definitivo all'AB. In seguito, militò nelle file del Viborg e dello Hvidovre, prima di trasferirsi al Brønshøj.

### Nazionale
Conta 6 presenze e una rete per la Danimarca under 21. Esordì il 1º giugno 2005, subentrando a Jeppe Curth nella vittoria per 1-2 contro la Finlandia under 21. L'unica rete arrivò il 7 giugno 2005, nel successo per 7-0 sull'Albania under 21.